# Третя пісня Еллен
Третя пісня Еллен (нім. Ellens dritter Gesang, Ellens Gesang III) — твір Франца Шуберта (D839, Op. 52 no. 6), більш відомий як «Ave Maria Шуберта» і останнім часом часто виконуваний на канонічний текст відповідної католицької молитви. 
Спочатку пісня була написана Шубертом 1825 року у складі вокального циклу на вірші з поеми англійського письменника Вальтера Скотта «Діва озера» у німецькому перекладі Адама Шторка (втім, можливість виконання оригінального англійського тексту також передбачалася композитором). Третя пісня Еллен, шостий номер у циклі з семи пісень, являла собою молитовне звернення героїні поеми, Еллен Дуглас, до Діви Марії та починалася латинськими словами «Ave Maria!», що дало надалі підстави для виконання на цю музику повного латинського тексту.

## Український переклад
Український переклад цього твору був здійснений Юрієм Отрошенком, в його перекладі пісня була записана Ганною Колесник-Ратушною в супроводі оркестру Київської опери в 1997 році.
Ave Maria! Пресвята

До тебе це моє моління, Думок і прагнень чистота…

Почуй мене і дай спасіння!

Нужденні, змучені і гнані, Отут притулок ми знайшли

І у єдиному благанні

Серця — до тебе простягай!

Діво Маріє!

Діво Маріє!.. Пресвята, У час зневіри і вагання

Здолай пітьму, в ім'я Христа, І дай на краще сподівання!..

Чоло в молитві нахиливши

Прошу тебе я — знов і знов: Даруй нам, душі запаливши, Надію, Віру і Любов!

Діво Маріє!..

Діво Маріє!.. Пресвята, Над нами — ночі чорні крила, Мої стуляються вуста

І завмира снага і сила…

Ти — хоч зітхання ці, німії, Не відверни, не відштовхни

Й у Всесвіт щастя, що — у мрії, Святії брами — відчини!

Діво Маріє!
Переклад твору також був здійснений Борисом Теном і надрукований у малотиражній збірці «Вокальні ансамблі» — Київ, 1970.. Фрагмент твору:
Ave Maria! В вишині

Почуй мої благання, Діво,

Зійди в ці скелі кам'яні,

На мене зглянься милостиво.

Троянди ніжні аромати

Між диких скель відчути дай,

Схились до мене, Діво-мати,

Моїх благань не відкидай.

Ave Maria! Не страшна

З тобою нам вся темна сила,

З-перед очей твоїх вона

Тікає знічена, безсила.

Даруй же долю нам щасливу,

Дай безпечальні, світлі дні,

На мене зглянься, чиста Діво,

Будь вірним захистом мені.